# گوژونگتسا
گوژونگتسا (به لاتین: Gorzewnica) یک روستا در لهستان است که در گمینا بروخوو واقع شده‌است.